# یانگ هائو (دودمان مینگ)
یانگ هائو (經略؛ ۱ ژانویهٔ ۱۵۵۰ – ۱ ژانویهٔ ۱۶۲۹) دادرس، و سیاستمدار اهل ملت چین بود. وی در سال ۱۶۲۹ سربریده شد.